# Krefelder Kunstmusea
De Krefelder Kunstmusea, waaronder het Kaiser Wilhelm Museum, Museum Haus Lange en Museum Haus Esters, bevinden zich in de stad Krefeld in de Duitse deelstaat Noordrijn-Westfalen. 

## Kaiser-Wilhelm-Museum

### Geschiedenis

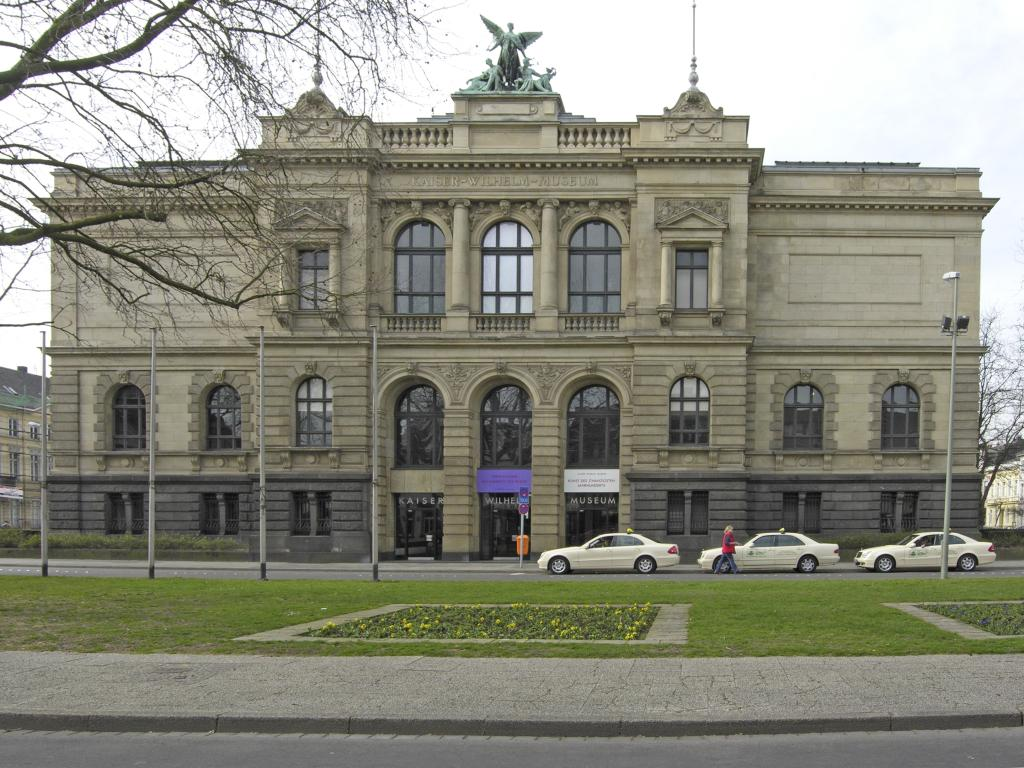
Kaiser-Wilhelm-Museum

Het Kaiser-Wilhelm-Museum werd in 1888 gesticht door Dr. Hermann Keussen en naar plannen van architect Hugo Koch uit Aken tussen 1894 en 1897 gebouwd aan de Karlsplatz 35 in Krefeld. Het museum werd voor het publiek geopend in 1899.
Van 1910 tot 1912 werd het museum met twee vleugels (de Noord- en de Zuidvleugel) uitgebreid. In 1922 werd het centrale thema verlegd van toegepaste kunst naar beeldende kunst. Na de Tweede Wereldoorlog, die het museum onbeschadigd doorkwam, werd de nadruk sterker gelegd op hedendaagse kunst. In 1960 werd het museum jarenlang gesloten (tot eind 1968) wegens een ingrijpende verbouwing. De heropening vond plaats op 30 april 1969. Vanaf 2010 tot 2016 was het museum andermaal gesloten wegens verbouwing en aanpassing. In 2022 verwierf het museum de titel Museum des Jahres.

### Collectie
Tot 2008 lag het accent der museumverzameling bij de tweede helft van de twintigste eeuw. Door het wegvallen van de collectie Lauffs verloor het museum evenwel een groot deel van zijn verzameling. De werken van Joseph Beuys die tot deze collectie behoorden, konden echter voor het museum behouden worden.

## Haus Lange en Haus Esters

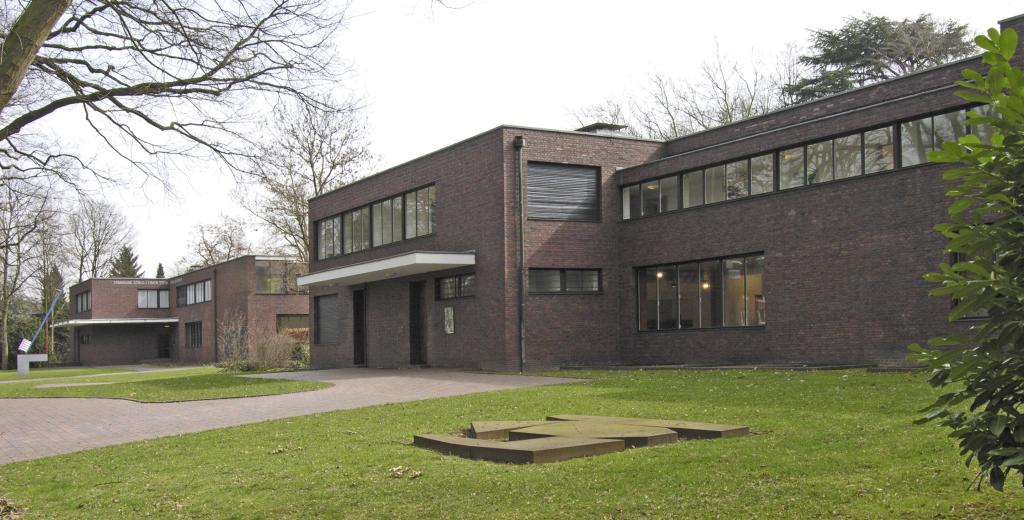
Haus Esters (links), Haus Lange (rechts)

Museum Haus Lange aan de Wilhelmshofallee werd van 1928 tot 1930 door Ludwig Mies van der Rohe, als woonhuis voor de industrieel en verzamelaar Hermann Lange (directeur van de Vereinigten Seidenwebereien, Krefeld), in de Bauhaus-stijl gebouwd. De familie stelde het huis in 1955 ter beschikking van de stad Krefeld als tentoonstellingsruimte voor actuele kunst. In 1968 schonk de familie het Haus Lange aan de stad, met de voorwaarde, dat de stad hier gedurende 99 jaar tentoonstellingen van hedendaagse kunst organiseert. In 1976 kon de stad Krefeld ook het naastliggende pand Haus Esters, dat tussen 1928 en 1930 eveneens door Van der Rohe werd gebouwd, aankopen. In 1981 werd hier Museum Haus Esters als tweede tentoonstellingsgebouw voor wisselexposities van hedendaagse kunst geopend. Tussen 1998 en 2000 zijn de beide panden ingrijpend verbouwd en gesaneerd. Twee jaar later werd ook de tuin in de oorspronkelijke staat hersteld. Het hier ingerichte beeldenpark omvat inmiddels werken van: Ludger Gerdes, Richard Long, Claes Oldenburg, David Rabinowitch, Ulrich Rückriem, Thomas Schütte, Richard Serra en Lawrence Weiner.
De beide panden kunnen worden beschouwd als museum voor architectuurgeschiedenis.